# Bactrocera bogorensis
Bactrocera bogorensis
 es una especie de díptero que Hardy describió por primera vez en 1983. Bactrocera bogorensis pertenece al género Bactrocera de la familia Tephritidae.